# 張又瑋
張又瑋（1994年10月01日—），臺灣男演員。2018年前以模特身份拍攝多支廣告及參與商業活動，2018年簽約達騰娛樂後開始展開演員生涯。2020年2月14日開播的網路劇《2020因為愛你》中飾演元君道打開知名度。因在戲中飾演元家次子元君道頗受觀眾喜愛，戲外也被粉絲暱稱為二哥。
粉絲名字為-柚子、哎呦喂(愛又瑋)

## 影視作品

### 迷你劇集
| 年份   | 片名             | 角色   | 導演   | 播放平台 |
| 2020年 | 《2020因為愛你》 | 元君道 | 周美玲 | KKTV     |
| 2020年 | 《她掉進了狼窩》 | 陳開司 | 巴晨旭 | 優酷     |

### 電視電影
| 年份   | 片名           | 角色 | 導演 | 播放平台   |
| 2021年 | 《我叫梁山伯》 |      | 朱峰 | 緯來電影台 |

### 電視戲劇
| 年份   | 片名         | 角色   | 導演 | 播放平台 |
| 2022年 | 《美麗人生》 | 韓澤凱 |      | 台視     |

## 廣告
・搜鏡王-「炫彩亮水銀膜」、「太陽眼鏡」形象廣告
・Sony Xperia-「挑戰娛樂極限-太空任務篇」
・艾杜紗毛孔淨透凝膠「別讓髒空氣壞了你的自拍!」
・台灣啤酒果微醺-「宿舍暗戀篇」
・納智捷-「雙魚座甜蜜繽紛愛情」
・【OH！茶男子】「韓系美男子綠茶篇」
・紅櫻花食品-「12星座伴手禮攻略篇＿共12篇」
・花王蕾妮氬亞舒膚-「校園戀愛配速篇」
・內地肯德基KFC-「#天生翅粉 翅粉烏托邦」

## COSPLAY
・恋与深空-黎深
・絕區零-安東 伊萬諾夫
・崩壞 星穹鐵道-真理醫生

## 外部連結
張又瑋的Facebook專頁
張又瑋的Instagram 
張又瑋 （页面存档备份，存于）的Threads 
張又瑋 （页面存档备份，存于）的X(Twitter)
張又瑋的微博帳號
達騰娛樂 （页面存档备份，存于）的Facebook專頁